# هربرت بلاو
هربرت بلاو (بالإنجليزية: Herbert Blau)‏ هو مؤلف ومهندس وصحفي وكاتب ومخرج أمريكي، ولد في 3 مايو 1926 في بروكلين في الولايات المتحدة، وتوفي في 3 مايو 2013 في سياتل في الولايات المتحدة بسبب سرطان.

## وصلات خارجية
- هربرت بلاو على موقع IMDb (الإنجليزية)
- هربرت بلاو على موقع قاعدة بيانات برودواي على الإنترنت (الإنجليزية)